# Rouxana
Rouxana is een geslacht van kreeftachtigen uit de klasse van de Malacostraca (hogere kreeftachtigen).

## Soorten
- Rouxana ingrami (Calman, 1909)
- Rouxana minima (Roux, 1927)
- Rouxana papuana (Nobili, 1899)
- Rouxana phreatica Holthuis, 1982
- Rouxana plana (Calman, 1914)
- Rouxana roushdyi Bott, 1974
- Rouxana wakipensis (Rathbun, 1926)
- Rouxana wichmanii (Roux, 1911)